# Aleksej Puninski
Aleksej Puninski (ur. 11 stycznia 1985 w Jekaterynburgu) – chorwacki pływak specjalizujący się w stylu motylkowym, olimpijczyk z Pekinu.

## Przebieg kariery
W 2003 wziął udział w mistrzostwach Europy juniorów, na których zdobył trzy medale – złoty w konkurencji 50 m st. motylkowym, srebrny w konkurencji 4 × 100 m st. dowolnym oraz brązowy w konkurencji 50 m st. dowolnym. Wziął również udział w rozegranych w Dublinie mistrzostwach Europy seniorów na basenie 25-metrowym, gdzie zdobył tytuł wicemistrza w konkurencji 50 m st. motylkowym.
Rok później wystartował w mistrzostwach Europy seniorów, na których dwa razy kwalifikował się do półfinału – w konkurencji 50 m st. motylkowym zajął 13. pozycję, w konkurencji 100 m tym samym stylem uplasował się na 15. pozycji w końcowej klasyfikacji. W 2005 został brązowym medalistą igrzysk śródziemnomorskich w konkurencji pływackiej 50 m st. motylkowym. Na czempionacie rozegranym w Helsinkach wywalczył drugi już medal mistrzostw Europy na basenie 25 m, było to złoto w konkurencji 50 m st. motylkowym. Na tej samej imprezie sportowej był też finalistą w konkurencji 50 m i 100 m st. dowolnym (finałowe występy zakończył odpowiednio na 4. i 6. pozycji).
W jedynym w karierze występie olimpijskim, który miał miejsce w Pekinie, wziął udział w zawodach w konkurencji 100 m st. motylkowym. Odpadł w eliminacjach, uzyskując w tej fazie rezultat czasowy 53,65, z którym uplasował się na 47. pozycji w końcowej klasyfikacji.
Na mistrzostwach Europy na basenie 25 m zdobył w latach 2008-2009 następne dwa medale. Na czempionacie w Rijece zdobył brązowy medal w konkurencji 4 × 50 m st. dowolnym, na czempionacie w Stambule został zaś wicemistrzem w tej samej konkurencji (w tych samych zawodach ekipa chorwacka z jego udziałem uzyskała rezultat 1:23,18 będący nowym rekordem Chorwacji).

## Rekordy życiowe
| Konkurencja               | Data              | Miejsce    | Rezultat   |
| Basen 50 m                | Basen 50 m        | Basen 50 m | Basen 50 m |
| ------------------------- | ----------------- | ---------- | ---------- |
| 50 m stylem dowolnym      | 31 lipca 2009     | Rzym       | 22,37      |
| 100 m stylem dowolnym     | 29 lipca 2009     | Rzym       | 49,08      |
| 200 m stylem dowolnym     | 22 lipca 2004     | Kranj      | 1:52,72    |
| 50 m stylem motylkowym    | 30 czerwca 2009   | Pescara    | 23,93      |
| 100 m stylem motylkowym   | 4 kwietnia 2008   | Columbus   | 52,61      |
| 4 × 100 m stylem dowolnym | 18 marca 2008     | Eindhoven  | 3:18,25    |
| Basen 25 m                |                   |            |            |
| 50 m stylem dowolnym      | 19 grudnia 2009   | Sisak      | 21,29      |
| 100 m stylem dowolnym     | 28 listopada 2009 | Zagrzeb    | 46,78      |
| 200 m stylem dowolnym     | 22 grudnia 2007   | Split      | 1:51,45    |
| 50 m stylem motylkowym    | 14 grudnia 2008   | Rijeka     | 22,63      |
| 100 m stylem motylkowym   | 11 grudnia 2008   | Rijeka     | 51,34      |
| 200 m stylem motylkowym   | 17 grudnia 2006   | Zagrzeb    | 2:06,51    |
| 4 × 50 m stylem dowolnym  | 13 grudnia 2009   | Stambuł    | 1:23,18    |
| 4 × 100 m stylem dowolnym | 5 kwietnia 2006   | Szanghaj   | 3:14,96    |
| 4 × 50 m stylem zmiennym  | 10 grudnia 2009   | Stambuł    | 1:33,48    |
| 4 × 100 m stylem zmiennym | 9 kwietnia 2006   | Szanghaj   | 3:35,32    |

Źródło: 